# Гемерське Теплиці
Гемерське Теплиці (словац. Gemerské Teplice) — село в Словаччині у складі Банськобистрицького краю. Площа села 12,72 км². Станом на 31 грудня 2017 року в селі проживало 382 жителі.

## Історія
Перші згадки про село датуються 1258 роком.

## Населення
| Рік:            | 1994. | 2004.   | 2014.   | 2024.   |
| --------------- | ----- | ------- | ------- | ------- |
| Кількість осіб: | 370   | 390     | 381     | 370     |
| Різниця:        |       | +5,40 % | -2,30 % | -2,88 % |

| Рік:            | 2023. | 2024.   |
| --------------- | ----- | ------- |
| Кількість осіб: | 373   | 370     |
| Різниця:        |       | -0,80 % |